# Trilaterální komise
Trilaterální komise je diskusní fórum politiků, obchodníků, bývalých diplomatů a novinářů založené na podporu bližší spolupráce mezi státy USA, Evropy a Japonska. Komise byla založena v roce 1973 z podnětu finančníka Davida Rockefellera, který byl v té době předsedou americké organizace Council on Foreign Relations (CFR).
Komise je tvořena třemi skupinami: Evropskou (170 členů, sídlo v Paříži), Severoamerickou (112 členů, sídlo ve Washingtonu) a Asijsko-tichomořskou (přes 100 členů, sídlo v Tokiu), Asijsko-tichomořská skupina byla původně tvořena pouze Japonskem a tudíž byla nazývána Japonská skupina. V čele každé skupiny stojí jeden předseda a dva místopředsedové. V čele celé Trilaterální komise potom stojí předsedové těchto tří skupin.

## Personální složení
Evropská skupina
- předseda: Jean-Claude Trichet
- místopředsedové: Vladimír Dlouhý a Michael Fuchs[3]

Severoamerická skupina
- předseda: Joseph S. Nye
- místopředsedové: Allan E. Gotlieb a Jaime Serra[4]

Asijsko-tichomořská skupina
- předseda: Jotaro Kobajaši
- místopředsedové: Han Sung-Joo a Jusuf Wanandi[5]